# Свети Николай Хрисокамарски
„Свети Николай Хрисокамарски“ (на гръцки: Αγίου Νικολάου Χρυσοκάμαρου или Πύργος Χρυσοκάμαρου, Πύργος Αμμούδας) е укрепен манастир, метох, в развалини, разположен край село Агиос Николаос на полуостров Ситония, Гърция.

## Местоположение
Метохът е разположен на малък пясъчен перваз на брега между плажовете на Трани Амуда (Ливрохи) и Пиргос.

## История
Крепостният комплекс е издигнат в XIV век и е принадлежал на светогорския манастир Ксенофонт, разположен точно срещу него през залива. Около крепостта се е развило селище от земеделци, които са работили в имотите на манастира. През XV век селището е преместено във вътрешността на Ситония, вероятно поради страх от пирати.
От метоха са запазени части от укреплението и основите на сградите, както и централната кула на относително малка височина.